# Frente Negra Brasileira
A Frente Negra Brasileira (FNB) foi a mais importante entidade do movimento negro brasileiro na primeira metade do século XX. Criada em 1931, reuniu muitos milhares de membros, tendo filiais em vários estados, defendendo os interesses da comunidade negra, pregando o seu aperfeiçoamento moral e intelectual e lutando contra o racismo e a desigualdade. Lançou um ativo jornal, A Voz da Raça, e atraiu algumas das principais lideranças negras do período. Em 1936 transformou-se em partido político, mas foi extinta em 1937 junto com todos os outros partidos pela ditadura do Estado Novo.
A orientação ideológica da Frente tendeu predominantemente para a direita política, propondo um projeto nacionalista, autoritário e antidemocrático, aproximando-se do patrianovismo, do integralismo e do fascismo, especialmente durante a direção de Arlindo Veiga dos Santos. Contudo, havia grupos advogando programas com orientação de esquerda, o que gerou muitos atritos internos. O posicionamento ideológico da Frente tem sido um dos seus aspectos mais desafiadores para os historiadores, e desperta controvérsias entre os movimentos negros contemporâneos.

## História

### Origens e estrutura
A Frente surgiu como decorrência da efervescência que se manifestava na comunidade negra no início do século XX. Em vários pontos do Brasil foram sendo fundados clubes e associações que procuravam fortalecer os laços da comunidade através de atividades sociais, recreativas e educativas. Era claro neste período que apesar dos negros terem obtido a libertação da escravatura em 1888, o racismo e a discriminação ainda eram onipresentes e a conquista da cidadania plena ainda estava por ser construída. Diversos jornais também vinham sendo fundados, divulgado debates e temas de interesse para os negros, ao mesmo tempo em que eram abertas escolas para melhorar sua educação. Nesta primeira fase procurava-se a integração na sociedade sem questionar profundamente sua estrutura discriminatória, sendo consideradas prioritárias a ênfase no trabalho e o aprimoramento da educação, da moral e da disciplina, como meio do negro ganhar respeitabilidade entre os brancos e habilitá-lo para a vida profissional. Até 1930 mais de 80 associações e clubes negros funcionaram na cidade de São Paulo, sem entretanto fomentarem o desenvolvimento de uma consciência política forte, e tampouco as organizações de base e os partidos políticos brancos levavam em conta as demandas da população negra. Essa situação começou a mudar com a fundação do jornal O Clarim da Alvorada em 1924 e do Centro Cívico Palmares em 1926, que colocaram a política no centro dos debates.
Em vista do abandono ao qual os negros estavam relegados pelo sistema político e social vigente, um grupo de negros fundou em 16 de setembro de 1931 a Frente Negra Brasileira. Seu aparecimento foi de certa forma a culminância de um projeto de construção de uma associação que aglutinasse a movimentação que já acontecia nas irmandades religiosas, na imprensa negra e nas associações culturais e recreativas dos períodos anteriores, onde já se começava a debater os problemas gerados pela discriminação e se pensava em alternativas para melhorar a vida da população afro-brasileira. Seus fundadores foram Alberto Orlando, Francisco da Costa Santos, David Soares, Horácio Arruda, Vitor de Sousa, João Francisco de Araújo, Alfredo Eugênio da Silva, Oscar de Barros Leite, Roque Antônio dos Santos, Gervásio de Morais, Cantídio Alexandre, José Benedito Ferraz, Leopoldo de Oliveira, Jorge Rafael, Constantino Nóbrega, Lindolfo Claudino, Ari Cananéa da Silva, Messias Marques do Nascimento, Raul Joviano do Amaral e Justiniano Costa. Logo aderiram outros membros, entre eles Arlindo Veiga dos Santos, José Correia Leite, Salathiel Campos, Isaltino Veiga dos Santos, Jayme de Aguiar e Abdias do Nascimento.

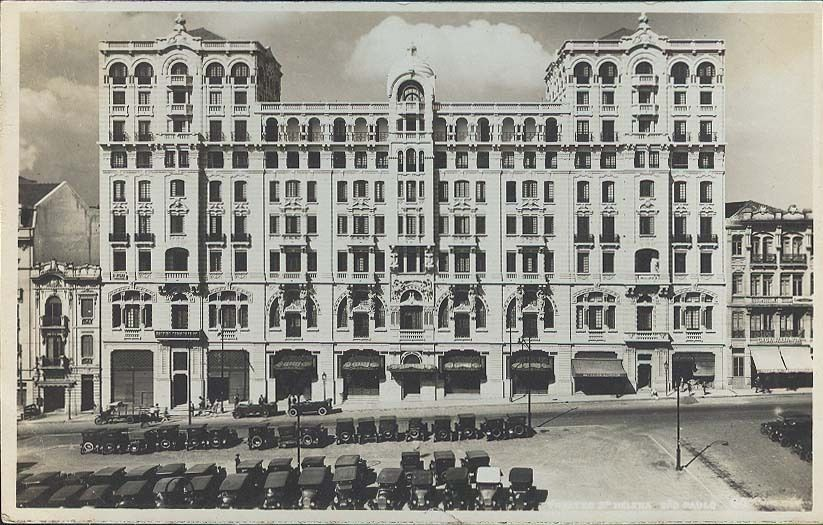
O Palacete Santa Helena, local da primeira sede da Frente

De início funcionando precariamente em um escritório no Palacete Santa Helena, em vista do rápido crescimento no número de associados a sede foi transferida para um grande casarão na Rua Liberdade, possibilitando a expansão das suas atividades. Contava com espaços administrativos, salas para reuniões, biblioteca, um salão de beleza, barbeiro, bar, local para jogos, um salão de festas, um grupo teatral, um grupo musical, gabinete dentário, uma caixa beneficente, um posto de alistamento eleitoral, espaços para cursos profissionalizantes e uma escola.
Seu primeiro presidente foi Arlindo Veiga dos Santos, que exonerou-se em 1934, sendo sucedido por Justiniano Costa. A administração era rigidamente hierarquizada e centralizada em torno da Presidência, da Secretaria e do Grande Conselho. A grande maioria dos seus membros vinha das classes baixas, enquanto os cargos na administração geralmente eram entregues a membros da elite negra, que dispunham de um preparo intelectual mais sólido e uma situação econômica relativamente confortável. Foi estruturada em diversos departamentos: Jurídico-Social, Médico, Imprensa, Propaganda, Dramático, Musical, Artes e Ofícios, Esportivo e Instrução, e lançou um jornal próprio, A Voz da Raça, um dos principais difusores das ideias e propostas da Frente, criado em 18 de março de 1933 por Fernando Costa. Também foram criados símbolos identitários — uma bandeira, um hino oficial e um hino para crianças, uniforme e carteira de identificação para os associados — e uma milícia, que embora não portasse armas e aparentemente jamais tenha entrado em ação, tinha importante função simbólica.

### Programa

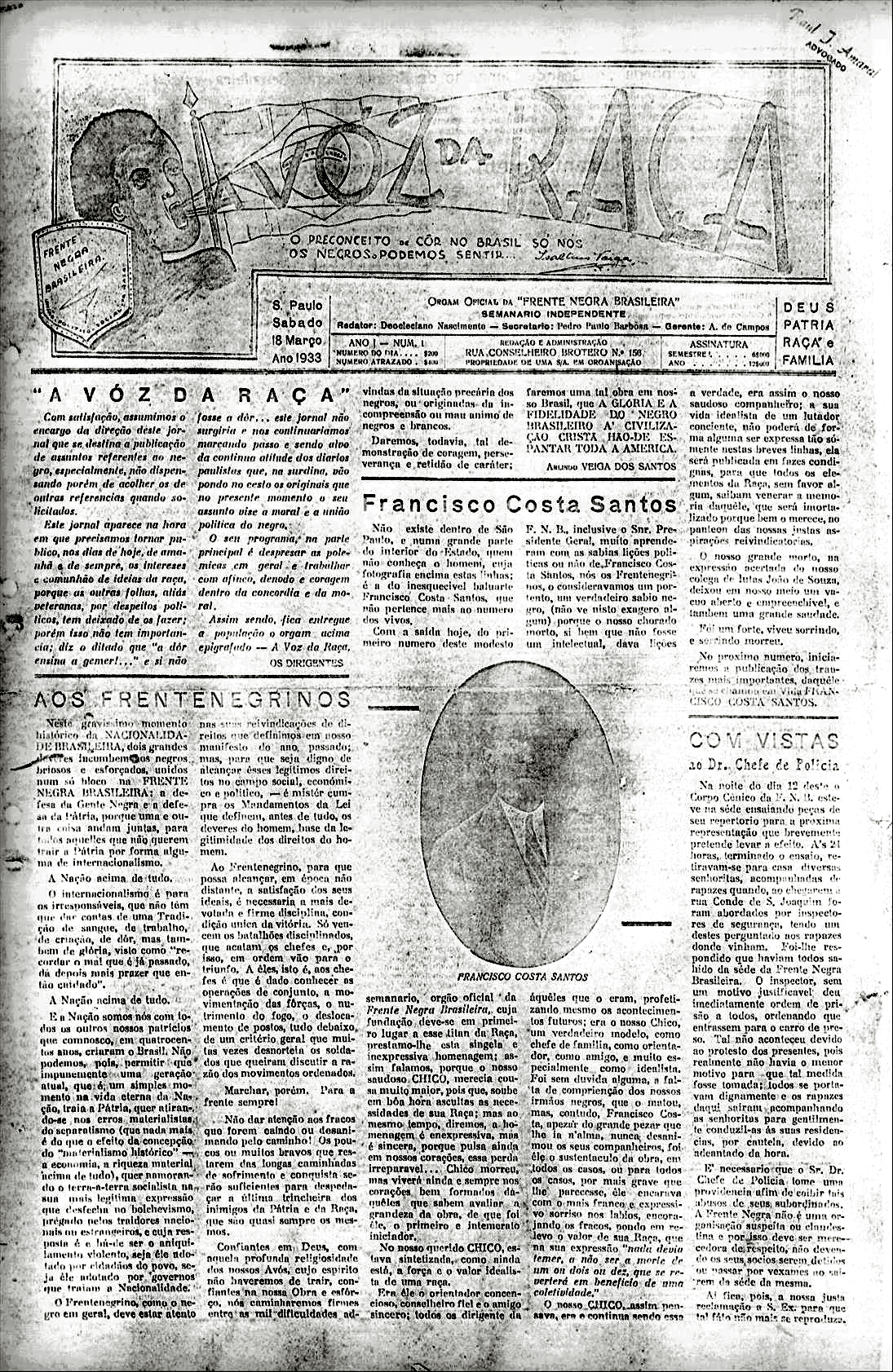
Capa da primeira edição do jornal A Voz da Raça

Tinha entre seus objetivos lutar pelos direitos sociais e políticos dos negros, buscar sua elevação moral, intelectual, artística, técnica, profissional e física, e dar assistência social, jurídica, econômica e trabalhista. Seus estatutos previam a eventual participação no processo político institucional como grupo organizado, com o objetivo de habilitar membros a concorrerem a cargos eletivos. Além de manter um programa de debates semanais sobre temas cívicos e políticos, a FNB tinha entre suas prioridades a educação, desenvolvendo uma postura crítica em relação à falta de diretrizes públicas educacionais para a população negra. Surgindo em um momento de tumulto político e social, em que Getúlio Vargas subira ao poder através de uma revolução com um programa de construção de um Estado forte, nacionalista, populista e autoritário, a Frente — que apoiava Getúlio, assim como a maioria dos negros do país —  tendeu também a defender um projeto nacionalista, de viés autoritário e contrário à democracia, aproximando-se do patrianovismo, do integralismo, do fascismo e do nazismo. Isso não chegou a ser uma unanimidade dentro da organização, sendo com efeito uma frente ideológica ampla e heterogênea, com muitos membros partidários da esquerda, o que mais tarde produziria disputas e uma cisão interna. Também havia a penetração de uma significativa influência católica. A Frente ainda criticava o projeto imigrantista desenvolvido pelo governo desde o século XIX, acusando os imigrantes de roubarem o trabalho dos negros, e tendia a rechaçar as tendências de esquerda porque via o capitalismo como um dos instrumentos para a ascensão social e econômica do negro.
Para algumas das principais lideranças da frente, em particular Arlindo Veiga dos Santos, a "elevação" e integração do negro na sociedade em pé de igualdade com os brancos passavam primeiro pela sua educação e modernização e pelo cumprimento de seus deveres cívicos, articulando um projeto não apenas antirracista, mas acima de tudo civilizatório, onde não estavam ausentes traços das teorias eugênicas de aperfeiçoamento racial, muito populares na época. Os meios autoritários e disciplinatórios imaginados pelas lideranças para alcançar esses objetivos eram prática comum e marcante em todas as correntes políticas de então, mas ainda é obscuro até que ponto essa ideologia era abraçada pela massa dos associados ou se era apenas produto dos dirigentes. Segundo o sociólogo Rodrigo Estramanho de Almeida, "a doutrina de Veiga e dos estatutos da FNB são assim, de algum modo, condicionados pela doutrina maior dos anos 1930, que é o autoritarismo como instrumento de construção do moderno. [...] Mais importante do que o reconhecimento das raízes históricas e culturais do povo preto, era sua incorporação na ordem brasileira moderna". Para Silva & Toledo, "a perspectiva frentenegrina e sua atuação não foram de ruptura, pelo contrário, foram de aproximação e de certa forma, de sujeição e aceitação de padrões impostos pela moderna sociedade industrial e burguesa. Sua postura era de contestação, mas sua proposta era de assimilação". Naquele período, segundo Márcio Macedo, ainda não emergira a questão do resgate da memória africana como elemento fortalecedor da identidade negra, que só seria desenvolvida mais tarde.
Em sua luta pelos direitos dos negros, acabava por utilizar argumentos discriminadores contra a própria comunidade, entendendo que a massa dos negros ainda não era civilizada, e para emancipar-se precisava abandonar hábitos negativos e depreciativos, como o alcoolismo e a ociosidade, e adotar valores que eram atribuídos aos brancos bem sucedidos. Em muitos artigos do Voz da Raça se fazia menção a diferenças entre os negros. Aqueles que não adotassem os valores positivos apregoados eram considerados inimigos da raça e do movimento. Como disse Hildeberto Martins, "seguir certo padrão (moral) de conduta era o caminho viável para que isso [a integração] acontecesse, e por isso não beber tanto, alisar o cabelo, seguir a doutrina cristã e estar devidamente trajado seriam exemplos da aceitação e inserção nesse processo civilizatório, calcado nos moldes de um padrão social esperado e desejável (burguês e branco)". Um artigo de Isaltino Veiga dos Santos no jornal da entidade e dirigido "aos negros de boa vontade", dizia:
"[...] ou o negro brasileiro se define de uma vez por todas como gente séria, de caráter, nobre, morigerada, capaz de sacrifícios pela coletividade, capaz de compreender as grandes causas que sacodem a Pátria Brasileira e a humanidade toda, — ou deve ser varrido e aniquilado como gente perniciosa, incapaz de compreensão, incapaz de se premunir contra exploradores imorais, contra pescadores de águas turvas, contra os inimigos do próprio Negro e da Nacionalidade".
Em que pese o seu desejo de integração pacífica numa sociedade onde negros e brancos convivessem com respeito mútuo e colaborassem juntos para o engrandecimento da Pátria, recusando o modelo segregacionista baseado no ódio adotado nos Estados Unidos, a Frente percebia com clareza que o racismo não deixara de existir e que era uma falácia a teoria da democracia racial então desenvolvida em várias instâncias da oficialidade, combatendo também as teorias de racismo científico que procuravam justificar as diferenças de progresso entre os diferentes grupos étnicos.
A Frente conquistou respeito dentro da comunidade negra, na sociedade paulista e até mesmo entre a polícia, expandindo-se para diversos estados, num momento de crise econômica e de transformações políticas em que muitas lideranças negras do país percebiam a importância de politizar a questão racial. A FNB possuía dezenas de filiais ou grupos homônimos criados à sua inspiração, nos estados de Minas Gerais, Espírito Santo, Bahia, Rio de Janeiro, Rio Grande do Sul e Pernambuco. A estimativa do número de afiliados que a Frente teve é muito incerta, variando de 8 a 100 mil membros, conforme a fonte.
Nas palavras de Abdias do Nascimento:
"Alguns dos dirigentes da FNB desde a década de vinte se esforçavam tentando articular um movimento. Houve, assim, um projeto de reunir o Congresso da Mocidade Negra, em 1928, em São Paulo, o que não chegou a se concretizar. [...] As pessoas e as ideias já vinham de antes, mas foi no início dos anos trinta que o movimento se institucionalizou na forma da Frente Negra Brasileira. [...] Como movimento de massas, foi a mais importante organização que os negros lograram após a abolição da escravatura em 1888.
"A Frente fazia protestos contra a discriminação racial e de cor em lugares públicos... sob a perspectiva de integrar os negros na sociedade nacional. Dessa forma combatia a FNB os hotéis, bares, barbeiros, clubes, guarda-civil, departamentos de polícia, etc. que vetavam a entrada ao negro, o que lembrava muito o movimento pelos direitos civis dos negros norte-americanos. Uma perspectiva que eu hoje critico. Minhas lembranças não são muito seguras, mas acho que o movimento ia além das reivindicações citadas. [...] Apesar da barreira da língua, da pobreza dos meios de comunicação, a FNB permanecia alerta a todos os gestos emancipacionistas acontecidos em outros países. Foi uma vanguarda com o objetivo de preparar o negro para assumir uma posição política e econômica na representação do povo brasileiro ao Congresso Nacional".

### Conflitos e dissolução
A Frente sofreu cisões importantes já no início do seu funcionamento. Assim que foi fundada, surgiu uma forte divergência entre o grupo majoritário de Arlindo Veiga dos Santos e um grupo menor sob a liderança de José Correia Leite, o qual mantinha o jornal O Clarim da Alvorada. O grupo de Correia Leite criticava a orientação fascista e autoritária que o outro queria impor à entidade, foi impedido de participar da votação dos estatutos e afastou-se, sustentando uma ácida campanha contra Arlindo através do seu jornal. Segundo Abdias do Nascimento, enquanto Arlindo, que atuava em São Paulo, liderava o Movimento Patrianovista, movimento nacionalista, tradicionalista, católico e monarquista alinhado à Ação Integralista Brasileira e recrutava membros que em sua predominância eram funcionários públicos, empregados domésticos e trabalhadores do setor de serviços, Correia Leite, que atuava em Santos, se filiava ao pensamento socialista e recrutava membros que eram predominantemente trabalhadores do Porto de Santos. Em 1932 O Clarim foi empastelado por membros da Frente e deixou de circular. Assim, Correia Leite, junto com José de Assis Barbosa e outros ativistas, acabou fundando em São Paulo o Clube Negro de Cultura Social como uma oposição à Frente.
Ainda em 1932, por ocasião da Revolução Constitucionalista, movimento paulista que exigia a deposição de Getúlio, a Frente recebeu a visita do interventor de São Paulo solicitando que se juntasse aos revoltosos, mas seus dirigentes apoiavam Getúlio e ela permaneceu oficialmente neutra. No entanto, deu liberdade a seus associados para que agissem conforme suas consciências. Neste período a Frente praticamente paralisou suas atividades. Descontente, um grupo liderado por Joaquim Guaraná Santana e Gastão Gourlart se prontificou para lutar na revolução, juntando–se à Legião Negra, que conseguiu reunir cerca de dois mil combatentes.
Outra dissidência surgiu em 1933, quando um grupo, onde estava Guaraná Santana, discordando da orientação direitista de Arlindo e seu irmão Isaltino, deixou a Frente para criar a Frente Negra Socialista, que rapidamente atraiu milhares de membros em várias cidades. Isso gerou uma nova crise e enfraqueceu a posição dos irmãos Veiga dos Santos. No mesmo ano Isaltino acabou expulso, acusado de comportamento indecoroso. Em 1933 a FNB apoiou a Ação Integralista Brasileira na disputa das eleições constituintes.
Em 1934 Arlindo deixou a presidência para Justiniano Costa, que cercou-se de conselheiros mais jovens e mais abertos a outras tendências, quando a hegemonia da doutrina inicial perdeu força. Neste momento a Frente passou a desenvolver uma atividade política mais intensa. Apesar disso, as disputas internas não haviam acabado, e Justiniano não tinha o enorme carisma de Arlindo. Como resultado, a Frente começou perder muitos associados e entrou em uma fase de declínio.
Em 1936 a Frente obteve registro como partido político, sendo o primeiro e único partido negro da história do país, mas não chegou a participar de nenhuma eleição. Funcionou até o golpe de 1937. Após Getúlio Vargas declarar o fim dos partidos e agremiações políticas e das eleições livres em novembro de 1937, a FNB foi declarada ilegal e dissolvida, sobrevivendo sob o nome União Negra Brasileira até maio de 1938. Em alguns municípios, como em Cássia, no Sul de Minas, a Frente converteu-se em sociedade recreativa e passou a se chamar Sociedade Negra Princesa Isabel para contornar a repressão, porém mesmo tomando essas medidas, foi fechada em março de 1938. Alguns membros da Frente depois fundaram a Associação dos Negros Brasileiros em 1943.

## Legado
A caracterização ideológica da Frente foi complexa não tem sido tarefa fácil para os estudiosos defini-la. Mesmo durante sua existência houve disputas internas entre doutrinas divergentes. Sua opção à direita, sua íntima relação com o catolicismo, sua oposição à democracia liberal, os elogios a Hitler e Mussolini e os debates raciais desenvolvidos através de A Voz da Raça, ainda provocam controvérsias na comunidade negra e entre os acadêmicos. Na bibliografia crítica sobre a Frente um dos tópicos mais recorrentes é que o movimento foi profundamente condicionado pela conjuntura internacional de ascensão do nazi-fascismo, que afetou ainda a política de Estado durante o governo Vargas. Ao mesmo tempo, ela teria representado uma expressão da evolução das políticas brasileiras da República Velha, tipicamente calcadas no autoritarismo, um traço presente em quase todas as grandes correntes políticas nacionais dos anos 1930.
Para Rodrigo Estramanho de Almeida, as diretrizes adotadas pela Frente, alinhando-se em vários aspectos com as ideologias hegemônicas e inserindo as reivindicações dentro do quadro institucional vigente, parecem ter sido fruto do entendimento de que essa era a forma viável naquele momento histórico de conduzir o projeto de integração do negro na sociedade. Para Márcio Barbosa, "a Frente teve de lidar com diversas contradições. Seu primeiro presidente, Arlindo Veiga dos Santos, era patrianovista, isto é, monarquista, e, embora sempre afirmasse que essa sua posição não interferia em seu papel como frentenegrino, as maiores críticas à Frente e muitas das cisões que surgem derivam dessa postura e da linha autoritária que a diretoria teria imprimido à Frente, com a formação, por exemplo, de uma milícia". Na análise de André de Oliveira, entre os estudiosos da Frente Negra Brasileira, a combinação de fascismo e luta contra o racismo parece difícil de explicar e vem sendo interpretada de várias maneiras, ora como resultado de inexperiência política, ora de determinantes históricos em ação naquele momento, ora de importações sem sentido, ou simplesmente como uma anomalia esdrúxula. Ele continua:
"Dada a importância histórica da FNB, seu fascismo incomoda os grupos antirracistas atuais, seja por pertencerem a tendências de esquerda e democráticas, seja pela lembrança do genocídio perpetrado pelos regimes fascistas. [...] Não há dúvidas que a FNB utilizou o imaginário totalitário de caráter fascista e eugênico. Estas ideias circulavam com enorme aceitação nas primeiras décadas do século XX. Mas, perde-se muito da 'Gente Negra Nacional' se a estudarmos como apenas uma construção sintonizada com o imaginário da época. Tentar justificar o fascismo ou relegá-lo a um segundo plano frente às conquistas frentenegrinas, pode por a perder a riqueza da complexa teia de articulações organizada para fundamentar a 'Gente Negra Nacional'."
À parte as controvérsias, é um consenso que a Frente Negra Brasileira representou, em termos de organização e alcance, um avanço inédito em relação aos grupos anteriores; foi uma entidade representativa das principais ideologias que alimentavam o movimento negro naquela época; mobilizou comunidades, desejos e aspirações; ofereceu possibilidades de organização, educação e ajuda; incentivou o desenvolvimento econômico, e fortaleceu a conscientização de que era possível lutar por direitos, proteção e prosperidade numa sociedade idealizada, sem racismo, indiferença, injustiça e discriminação, consagrando-se na historiografia como um evento de grande relevo na história dos negros do Brasil e como a maior organização do movimento negro brasileiro na primeira metade do século XX. Seu exemplo inspirou a criação de vários outros grupos e influenciou movimentos negros na América Latina e no Caribe.